# Sintaxe Diacrônica/Sintaxe Histórica

## Sintaxe Diacrônica
AUTOR: Leonardo de Oliveira Schneider (UFSC) — (outros artigos)  
Disciplina relacionada à Linguística Histórica, a Sintaxe Histórica se volta ao estudo de fenômenos linguísticos de mudança e variação em nível morfossintático, ou seja, no espectro da ordenação estrutural/sintática dos constituintes em uma sentença. 
Em algumas pesquisas, pode aparecer também sob a terminologia de Sintaxe Diacrônica, em menção à metodologia que carrega consigo e à dicotomia entre sincrônico e diacrônico de Saussere (1926). Nesse sentido, diacrônico condiz à comparação entre diferentes recortes contextualizados de um sistema linguístico, ao passo que o sincrônico reduz-se a um mesmo recorte, para investigar a mudança em dada língua natural.

### Arcabouço Teórico
Advinda do gerativismo, é importante ressaltar que a preocupação maior para esta disciplina é o fator da aquisição da linguagem sobre as mudanças e como elas podem influenciar na variação em nível discursivo/estilístico, quando o falante passa a optar por uma ou outra forma linguística disponíveis a si no uso cotidiano em diferentes contextos linguísticos. 
Dentre os axiomas teóricos e metodológicos que a entornam, estão:
- Teoria de Principios e Parâmetros;
- Modelo de Competição Gramatical;
- Hipótese de Efeito de Taxa Constante;
- Teoria da Aquisição da Linguagem.

Logo, pode-se sintetizar o teor desta disciplina como sendo a intenção de investigar estruturas anteriormente permitidas nas línguas naturais e posteriormente limitadas, bem como as antes inexistentes e em novos tempos categóricas/frequentes para argumentar a questão da mudança paramétrica, em que novas possibilidades gramaticas são geradas em novos falantes em fase de aquisição e passam a vigorar em ascensão na língua enquanto antigas formas categóricas passam a mirar o desuso. Logicamente, dentre os fatores extralinguísticos que mais importam para a condição destas pesquisas, como os sociais, históricos e econômicos, está o tempo e sua influencia sobre questões intralinguísticas.

### Fenômenos Linguísticos na Língua Portuguesa
Dentre alguns dos fenômenos de mudança linguística mais investigados no português, estão: ⁣
- Inversão de sujeito; ⁣
- Interpolação de grupos clíticos;
- Topicalização e fronteamento;
- Contração de grupos clíticos;
- Variação entre próclise e ênclise;
- Sujeito nulo e objeto nulo.

### Problema Metodológico[1]
O principal problema metodológico para os estudos em sintaxe de um ponto de vista histórico-evolutivo, segundo Paixão de Souza (2001), é realmente a questão da intuição dos falantes, pois essa linha teórica não lida somente com dados expressos em documentos, mas também, e principalmente, com os julgamentos dos falantes sobre que estruturas devem ou não ser veiculadas em determinados contextos. 
Melhor ilustrando: um problema central para a sintaxe diacrônica é justamente um dos fatores que mais importam — o tempo —, pois; se só se tem acesso à escrita dos falantes e a língua escrita em si é mais conservadora do que a falada, como acessar a intuição por meio dos registros de sentenças que não nos denotam o traço discursivo que permeou em dado momento seus juízos discursivos? Trata-se de uma questão que vem sendo muito discutida nos campos teóricos que entornam a disciplina e que, como parte de uma metodologia qualificável, livre de certezas e/ou absolutismos, necessita de leituras mais aprofundadas para uma melhor compreensão paralela à interpretação por parte do leitor. Para tanto, ficam as indicações de leitura na bibliografia que segue.